# Miraleria flavomaculata
Miraleria flavomaculata är en fjärilsart som beskrevs av Richard Haensch 1903. Miraleria flavomaculata ingår i släktet Miraleria och familjen praktfjärilar. Inga underarter finns listade i Catalogue of Life.